# Uroš Slijepčević
Uroš Slijepčević (Hrtić, pokraj Dvora na Uni, 1921. - Zagreb, 12. svibnja 2009.), bio je sudionik narodnooslobodilačke borbe, visoki partijski funkcionar, rukovodeći djelatnik Udbe i republički sekretar (ministar) unutrašnjih poslova SR Hrvatske u razdoblju od 1963. do 1966.godine.

## Djetinjstvo i mladost
Rođen je 1921.godine u selu Hrtiću, pokraj Dvora na Uni, naselju u kojem je živjelo većinski srpsko stanovništvo, u tadašnjoj Kraljevini SHS. U rodnom je selu pohađao pučku školu, dok je srednjoškolsko obrazovanje stekao u Dvoru na Uni i Petrinji. Već kao učenik Učiteljske škole u Petrinji, priključio se ilegalnoj Komunističkoj partiji (KPJ).

## Drugi svjetski rat
Početak Drugoga svjetskog rata, okupacija Jugoslavije i uspostava NDH, zatekli su ga na Baniji, gdje se po izbijanju ustanka, priključio partizanskim pokretu. Tijekom 1942. bio je imenovan političkim komesarom u Drugom bataljunu Osme banijske narodnooslobodilačke brigade, u čijem je sastavu sudjelovao u svim važnijim bitkama za oslobođenje Jugoslavije.

## Karijera u socijalističkoj Jugoslaviji
Nakon završetka Drugoga svjetskog rata obnašao je visoke partijske i državne funkcije u NR, odnosno SR Hrvatskoj, tada jednoj od republika u sastavu socijalističke Jugoslavije. Krajem 1950-ih i početkom 1960-ih, bio je republički podsekretar zadužen za UDB-u te je kasnije napredovao na mjesto republičkog sekretara (ministra) unutrašnjih poslova SR Hrvatske od 1963. do 1967. godine.

### Obdukcija tijela pok. kardinala Alojzija Stepinca 1960.
Bio je na dužnosti načelnika Udbe SR Hrvatske kada je u veljači 1960. umro blaženi kardinal Alojzije Stepinac, te je o tijeku i vremenu trajanja postupka obdukcije i balzamiranja tijela pokojnog kardinala zahtijevao izvještavanje u realnom vremenu te je pritom svojim podređenima davao instrukcije kako bi spriječili navodne "zloupotrebe" iz crkvenih krugova.

### Brijunski plenum 1966.
Kao republicki sekretar za unutrašnje poslove, bio je jedan od sudionika tzv. Brijunskog plenuma, odnosni Četvrtog plenuma CK SKJ-u, odrzanog na Brijunima, 1.srpnja 1966., na kojem je smijenjen Aleksandar Ranković, s obrazloženjem kako se Udba izdigla iznad Partije. Nastavno je sudjelovao i kao član Komisije za reorganizaciju i unapređenje Službe unutrašnjih poslova na razini SR Hrvatske koja je imala zadatak baviti se "deformacijama u radu Udbe".
Kasnije je u drugoj polovici 1970-ih i tijekom 1980-ih obnašao niz funkcija u Društveno-političkom vijeću Sabora SR Hrvatske i u Odboru za općenarodni obranu i društvenu samozaštitu.  
Kao saborski zastupnik i partijski funkcionar, dana 22.lipnja 1978., sudjelovao je na svečanosti otkrivanja spomenika za žrtve fašizma u banijskom mjestu Donja Bačuga, s obzriom da je u tom kraju sudjelovao u NOB-u, te je u tom mjestu stradao veliki broj partizanskih boraca, ali i civilnih žrtava u Drugom svjetskom ratu.

## Odlazak u mirovinu i smrt
U drugoj polovici 1980-ih odlazi u mirovinu. Zbog demokratskih promjena, te proglašenja samostalne Republike Hrvatske, raspada socijalističke Jugoslavije, izbijanja oružanih sukiba, nije se isticao niti politički aktivirao. 
Umro je u Zagrebu, 12. svibnja 2009., u osamdeset i devetoj godini života, pokopan je na gradskom groblju Mirogoj.

## Vezani članci
- Jovo Ugrčić